# Ворд (Колорадо)
Ворд (енгл. Ward) град је у америчкој савезној држави Колорадо.

## Демографија
По попису из 2010. године број становника је 150, што је 19 (-11,2%) становника мање него 2000. године.
| Група             | 2000.       | 2010.       |
| Белци             | 167 (98,8%) | 141 (94,0%) |
| Афроамериканци    | 0 (0,0%)    | 2 (1,3%)    |
| Азијати           | 0 (0,0%)    | 0 (0,0%)    |
| Хиспаноамериканци | 0 (0,0%)    | 3 (2,0%)    |
| Укупно            | 169         | 150         |